# István Pásztor
István Pásztor (2 de janeiro de 1926 — 2 de janeiro de 2015) foi um ciclista húngaro que competiu no ciclismo nos Jogos Olímpicos de Verão de 1952, representando a Hungria.